# سيمون كوكس (مجدف)
سيمون كوكس (بالإنجليزية: Simon Cox)‏ هو مجدف بريطاني، ولد في 12 مايو 1970.

## وصلات خارجية
- سيمون كوكس على موقع الاتحاد الدولي للتجديف (الإنجليزية)